# Brian Dubie

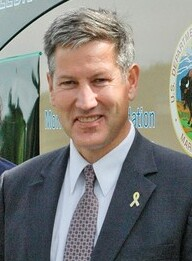
Brian Dubie

Brian E. Dubie (* 9. März 1959 in Burlington, Vermont) ist ein US-amerikanischer Politiker, der von 2003 bis 2011 Vizegouverneur von Vermont war.

## Leben
Brian Dubie wurde in Burlington, Vermont geboren und besuchte die Schule in Essex Junction. Er schloss 1977 die Essex High School ab, besuchte von 1977 bis 1980 die United States Air Force Academy, kehrte 1980 nach Vermont zurück, trat der Vermont Air National Guard bei und machte an der University of Vermont im Jahr 1982 einen Abschluss in Maschinenbau. Dubie ist verheiratet mit Penny Bolio Dubie, das Paar hat vier Kinder. Sein Bruder ist Generalleutnant Michael Dubie.

## Ausbildung und Militärdienst
Noch während seines Studiums an der University of Vermont trat Dubie der Vermont Air National Guard bei. Nach seinem Abschluss absolvierte er ein Training bei der United States Air Force. Er flog die F-4 Phantom II und später die F-16 Fighting Falcon, insgesamt mehr als 2500 Flugstunden in Kampfflugzeugen. Auch als er anfing für die private Luftfahrt zu arbeiten, flog er weiterhin für die Air Guard. Dubie arbeitete seit 1982 als Projekt-Ingenieur und Projekt-Manager für Tanksysteme für militärische und kommerzielle Flugzeuge für die Simmons Precision, heute Goodrich Corporation in Vergennes. Im Jahr 1989 wechselte Dubie als Pilot zu American Airlines. Dort flog er die McDonnell Douglas MD-80, später die Boeing 737-800.
Als Vizegouverneur von Vermont gründete Dubie im August 2006 die Vermont Aerospace and Aviation Association. Im Oktober 2006 wurde Dubie zum Vorsitzenden der Aerospace States Association ernannt. Die Aerospace States Association ist eine nationale, überparteiliche Organisation der Vizegouverneure und ihrer Beauftragten aus jedem Bundesstaat, die die Basis der amerikanischen Raumfahrt repräsentieren.
Mit mehr als 2500 Flugstunden in militärischen Kampffliegern erreichte Brian Dubie den Rang eines Oberstleutnants der Vermont Air National Guard. Er arbeitete als Ausbilder für Piloten und Operations Support Flight Commander der 158th Fighter Wing. Im Jahr 1998 verließ er die Air Guard und trat dem Air Force Reserve Command bei. Dort war er als Verbindungsoffizier der Notfallbereitschaft für die Air Forces Northern National Security Emergency Preparedness Directorate tätig.
Für seinen Einsatz am World Trade Center Site nach den Terroranschlägen vom 11. September 2001 wurde Dubie mit der Meritorious Service Medal der ersten Stufe des Oak leaf Clusters ausgezeichnet. Die zweite Stufe des Oak leaf Clusters wurde ihm im September 2005 für seinen Einsatz für die Opfer des Hurrikan Katrina verliehen, ebenso die Army Achievement Medal der Air Force. Am 2. Juni 2012 verließ Dubie den Militärdienst mit einer militärischen Zeremonie, die im Camp Johnson, dem Hauptquartier der Vermont National Guard in Colchester, stattfand.

## Politische Karriere
Dubies Einstieg in die Politik kam mit seinem Einsatz für das Essex Junction School Board, seiner ehemaligen Schule. Er war von 1995 bis 2000 Mitglied dieses Gremiums und von 1996 bis 2000 dessen Vorsitzender. Dem Essex Junction Community Drug Awareness Committee gehörte er von 1993 bis 1995 an, zudem war er Ko-Trainer im Jugendfußball und der Little League.
Seine erste Kandidatur zum Vizegouverneur im Jahr 2000 scheiterte. Im Jahr 2002 versuchte er es erneut und gewann die Wahl. Wiedergewählt wurde er in den Jahren 2004, 2006 und 2008.
Im Jahr 2009 startete Dubie seine Kandidatur für die Wahl zum Amt des Gouverneurs von Vermont. Bei der Wahl 2010 bekam Dubie 48 % der Stimmen, Peter Shumlin 49 %. Die Vermont General Assembly, bestehend aus den 150 Mitgliedern des Repräsentantenhauses von Vermont und den 30 Mitgliedern des Senats von Vermont, wählt die Gewinner für das Amt des Gouverneurs und des Vizegouverneurs, wenn kein Kandidat die absolute Mehrheit erlangt. Gewählt wurde Shumlin mit 145 zu 28 Stimmen.